# Список депутатов 40-го созыва Палаты общин Канады
Здесь приведён список членов канадской палаты общин 40-го созыва.

## Депутаты
Главы партий выделены курсивом. Члены совета министров приведены полужирным шрифтом. Премьер-министр, соответственно, выделен обоими способами.

### Альберта
|  | Имя            | Партия         | Избирательный округ           |
|  | -------------- | -------------- | ----------------------------- |
|  | Леон Бенуа     | Консервативная | Вегревилл — Уэйнрайт          |
|  | Дипак Обхраи   | Консервативная | Восток Калгари                |
|  | Питер Голдринг | Консервативная | Восток Эдмонтона              |
|  | Роб Андерс     | Консервативная | Запад Калгари                 |
|  | Роб Меррифилд  | Консервативная | Йеллоухед                     |
|  | Диана Аблонци  | Консервативная | Калгари — Ноус-Хилл           |
|  | Кевин Соренсон | Консервативная | Кроуфут                       |
|  | Рик Кэссон     | Консервативная | Летбридж                      |
|  | Тед Мензис     | Консервативная | Маклауд                       |
|  | Лавар Пейн     | Консервативная | Медисин-Хат                   |
|  | Крис Уоркентин | Консервативная | Пис-Ривер                     |
|  | Эрл Дришен     | Консервативная | Ред-Дир                       |
|  | Джим Прентис   | Консервативная | Север центра Калгари          |
|  | Вакансия       |                | Север центра Калгари          |
|  | Девиндер Шори  | Консервативная | Северо-Восток Калгари         |
|  | Блейк Ричардс  | Консервативная | Уайлд-Роуз                    |
|  | Брайан Сторсет | Консервативная | Уэстлок — Сент-Пол            |
|  | Блейн Калкинс  | Консервативная | Уэтаскивин                    |
|  | Брайан Джин    | Консервативная | Форт-Мак-Марри — Атабаска     |
|  | Ли Ричардсон   | Консервативная | Центр Калгари                 |
|  | Лори Хоун      | Консервативная | Центр Эдмонтона               |
|  | Джейсон Кенни  | Консервативная | Юго-Восток Калгари            |
|  | Стивен Харпер  | Консервативная | Юго-Запад Калгари             |
|  | Джеймс Ражот   | Консервативная | Эдмонтон — Ледюк              |
|  | Майк Лейк      | Консервативная | Эдмонтон — Милл-Вудс — Бомонт |
|  | Брент Ратгебер | Консервативная | Эдмонтон — Сент-Альберт       |
|  | Рона Эмброуз   | Консервативная | Эдмонтон — Спрус-Гров         |
|  | Линда Данкен   | НДП            | Эдмонтон — Страткона          |
|  | Тим Аппал      | Консервативная | Эдмонтон — Шервуд-Парк        |

### Британская Колумбия
|  | Имя              | Партия         | Избирательный округ                              |
|  | ---------------- | -------------- | ------------------------------------------------ |
|  | Эд Фаст          | Консервативная | Абботсфорд                                       |
|  | Билл Сиксей      | НДП            | Бернаби — Дуглас                                 |
|  | Питер Джулиан    | НДП            | Бернаби — Нью-Уэстминстер                        |
|  | Дон Дэвис        | НДП            | Ванкувер-Кингзуэй                                |
|  | Джойс Мюррей     | Либеральная    | Ванкувер-Куодра                                  |
|  | Дениз Савуа      | НДП            | Виктория                                         |
|  | Алекс Атаманенко | НДП            | Юг Внутренней Британской Колумбии                |
|  | Либби Дэвис      | НДП            | Восток Ванкувера                                 |
|  | Джон Камминс     | Консервативная | Делта — Восток Ричмонда                          |
|  | Кэти Маклауд     | Консервативная | Камлупс — Томпсон — Карибу                       |
|  | Ричард Харрис    | Консервативная | Карибу — Принс-Джордж                            |
|  | Рон Кэннан       | Консервативная | Келоуна — Лейк-Кантри                            |
|  | Джим Аббот       | Консервативная | Кутеней — Колумбия                               |
|  | Марк Варава      | Консервативная | Лэнгли                                           |
|  | Джеймс Ланни     | Консервативная | Нанаймо — Алберни                                |
|  | Джин Краудер     | НДП            | Нанаймо — Ковичан                                |
|  | Эндрю Сэкстон    | Консервативная | Норт-Ванкувер                                    |
|  | Сукх Дхаливал    | Либеральная    | Ньютон — Север Делты                             |
|  | Дон Блэк         | НДП            | Нью-Уэстминстер — Кокуитлам                      |
|  | Фин Доннелли     | НДП            | Нью-Уэстминстер — Кокуитлам                      |
|  | Стокуэлл Дей     | Консервативная | Оканаган — Кокуихалла                            |
|  | Колин Мейс       | Консервативная | Оканаган — Шусуоп                                |
|  | Рэнди Камп       | Консервативная | Питт-Медоус — Мейпл-Ридж — Мишен                 |
|  | Джеймс Мур       | Консервативная | Порт-Муди — Уэствуд — Порт-Кокуитлам             |
|  | Джей Хилл        | Консервативная | Принс-Джордж — Пис-Ривер                         |
|  | Вакансия         |                | Принс-Джордж — Пис-Ривер                         |
|  | Элис Вон         | Консервативная | Ричмонд                                          |
|  | Гэри Ланн        | Консервативная | Саанич — Острова Галф                            |
|  | Джон Данкен      | Консервативная | Север острова Ванкувер                           |
|  | Дона Кэдмен      | Консервативная | Север Саррея                                     |
|  | Натан Каллен     | НДП            | Скина — Балкли-Вэлли                             |
|  | Джон Уэстон      | Консервативная | Уэст-Ванкувер — Саншайн-Кост — Си-ту-Скай-Кантри |
|  | Нина Груал       | Консервативная | Флитвуд — Порт-Келлс                             |
|  | Хеди Фрай        | Либеральная    | Центр Ванкувера                                  |
|  | Чак Страль       | Консервативная | Чилливак — Фрейзер-Кэньон                        |
|  | Кит Мартин       | Либеральная    | Эскуаймолт — Хуан-де-Фука                        |
|  | Удджал Досанджх  | Либеральная    | Юг Ванкувера                                     |
|  | Расс Хиберт      | Консервативная | Юг Саррея — Уайт-Рок — Кловердейл                |

### Квебек
|  | Имя                 | Партия          | Избирательный округ                            |
|  | ------------------- | --------------- | ---------------------------------------------- |
|  | Ивон Левек          | Квебекский блок | Абитиби — Залив Джеймс — Нунавик — Ию          |
|  | Марк Лемэ           | Квебекский блок | Абитиби — Темискаминг                          |
|  | Роберт Кэрриер      | Квебекский блок | Альфред-Пеллан                                 |
|  | Марио Лафрамбуаз    | Квебекский блок | Аржантёй — Папино — Мирабель                   |
|  | Ги Андре            | Квебекский блок | Бертье — Маскинонже                            |
|  | Клод Дебельфёй      | Квебекский блок | Боарнуа — Салаберри                            |
|  | Сильви Буше         | Консервативная  | Бопор — Лимуалу                                |
|  | Максим Бернье       | Консервативная  | Бос                                            |
|  | Кристиан Уэлле      | Квебекский блок | Бром — Миссискуа                               |
|  | Александра Мендес   | Либеральная     | Броссар — Ла-Прери                             |
|  | Дени Кодер          | Либеральная     | Бурасса                                        |
|  | Жан-Ив Руа          | Квебекский блок | Верхняя Гаспези — Ла-Митис — Матан — Матапедия |
|  | Вакансия            |                 | Верхняя Гаспези — Ла-Митис — Матан — Матапедия |
|  | Люк Мало            | Квебекский блок | Вершер — Ле-Патриот                            |
|  | Мели Фай            | Квебекский блок | Водрёй — Суланж                                |
|  | Ренальд Бле         | Квебекский блок | Гаспези — Острова Мадлен                       |
|  | Ришар Надо          | Квебекский блок | Гатино                                         |
|  | Роже Померло        | Квебекский блок | Драммонд                                       |
|  | Тьерри Сен-Сир      | Квебекский блок | Жанна-Лебер                                    |
|  | Пьер Пакет          | Квебекский блок | Жольет                                         |
|  | Жан-Пьер Блэкберн   | Консервативная  | Жонкьер — Альма                                |
|  | Кристиан Ганьон     | Квебекский блок | Квебек                                         |
|  | Франс Бонсан        | Квебекский блок | Комптон — Стэнстед                             |
|  | Франсина Лалонд     | Квебекский блок | Ла-Пуэнт-де-л’Иль                              |
|  | Николь Демер        | Квебекский блок | Лаваль                                         |
|  | Ремонд Фолько       | Либеральная     | Лаваль — Лез-Иль                               |
|  | Жоанна Дешан        | Квебекский блок | Лаврентиды — Лабель                            |
|  | Фрэнсис Скарпаледжа | Либеральная     | Лак-Сен-Луи                                    |
|  | Лиз Зарак           | Либеральная     | Ласаль — Эмар                                  |
|  | Стивен Блейни       | Консервативная  | Леви — Бельшас                                 |
|  | Жан Дорион          | Квебекский блок | Лонгёй — Пьер-Буше                             |
|  | Жиль Дюсеп          | Квебекский блок | Лорье — Сент-Мари                              |
|  | Жак Гурд            | Консервативная  | Лотбиньер — Водопад Шодьер                     |
|  | Жозе Верне          | Консервативная  | Луи-Сен-Лоран                                  |
|  | Паскаль-Пьер Пайе   | Квебекский блок | Луи-Эбер                                       |
|  | Жерар Аслен         | Квебекский блок | Маникуаган                                     |
|  | Серж Менар          | Квебекский блок | Марк-Орель-Фортен                              |
|  | Кристиан Паради     | Консервативная  | Мегантик — Л'Эрабль                            |
|  | Ирвин Котлер        | Либеральная     | Мон-Руаяль                                     |
|  | Роже Годе           | Квебекский блок | Монкальм                                       |
|  | Поль Крет           | Квебекский блок | Монманьи — Л'Иле — Камураска — Ривьер-дю-Лу    |
|  | Бернар Женерё       | Консервативная  | Монманьи — Л'Иле — Камураска — Ривьер-дю-Лу    |
|  | Мишель Гимон        | Квебекский блок | Монморанси — Шарлевуа — Верхний Кот-Нор        |
|  | Луи Пламондон       | Квебекский блок | Нижняя Ришельё — Николе — Беканкур             |
|  | Марлен Дженнингс    | Либеральная     | Нотр-Дам-де-Грас — Лашин                       |
|  | Пабло Родригес      | Либеральная     | Оноре-Мерсье                                   |
|  | Реаль Менар         | Квебекский блок | Ошлага                                         |
|  | Даниель Пайе        | Квебекский блок | Ошлага                                         |
|  | Жюстен Трюдо        | Либеральная     | Папино                                         |
|  | Лоренс Кэннон       | Консервативная  | Понтиак                                        |
|  | Андре Артюр         | Независимый     | Порнёф — Жак-Картье                            |
|  | Бернар Патри        | Либеральная     | Пьерфон — Доллар                               |
|  | Николя Дюфур        | Квебекский блок | Репантиньи                                     |
|  | Люк Денуайе         | Квебекский блок | Ривьер-де-Миль-Иль                             |
|  | Моник Гэ            | Квебекский блок | Ривьер-дю-Нор                                  |
|  | Клод Гимон          | Квебекский блок | Римуски-Нежет — Темискуата — Ле-Баск           |
|  | Андре Беллаванс     | Квебекский блок | Ричмонд — Артабаска                            |
|  | Дени Лебель         | Консервативная  | Роберваль — Лак-Сен-Жан                        |
|  | Бернар Бигра        | Квебекский блок | Розмон — Ла-Птит-Патри                         |
|  | Кароль Лавалле      | Квебекский блок | Сен-Брюно — Сент-Юбер                          |
|  | Клод Башан          | Квебекский блок | Сен-Жан                                        |
|  | Жозе-Боден          | Квебекский блок | Сен-Ламбер                                     |
|  | Массимо Пачетти     | Либеральная     | Сен-Леонар — Сен-Мишель                        |
|  | Стефан Дион         | Либеральная     | Сен-Лоран — Картьевиль                         |
|  | Жан-Ив Лафоре       | Квебекский блок | Сен-Морис — Шамплен                            |
|  | Эв-Мари Тай Ти Лак  | Квебекский блок | Сент-Иасент — Баго                             |
|  | Диан Буржуа         | Квебекский блок | Тербон — Бленвиль                              |
|  | Поль Брюнель        | Квебекский блок | Труа-Ривьер                                    |
|  | Томас Малкейр       | НДП             | Утремон                                        |
|  | Марк Гарно          | Либеральная     | Уэстмаунт — Виль-Мари                          |
|  | Марсель Пру         | Либеральная     | Халл — Эйлмер                                  |
|  | Ив Лессар           | Квебекский блок | Шамбли — Бордюа                                |
|  | Даниель Пети        | Консервативная  | Шарлебур — Верхний Сен-Шарль                   |
|  | Кароль Фримен       | Квебекский блок | Шатоге — Сен-Констан                           |
|  | Серж Карден         | Квебекский блок | Шербрук                                        |
|  | Робер Венсан        | Квебекский блок | Шеффорд                                        |
|  | Робер Бушар         | Квебекский блок | Шикутими — Ле-Фьор                             |
|  | Мария Мурани        | Квебекский блок | Эхантсик                                       |

### Манитоба
|  | Имя                 | Партия         | Избирательный округ                  |
|  | ------------------- | -------------- | ------------------------------------ |
|  | Мерв Твид           | Консервативная | Брандон — Сурис                      |
|  | Инки Марк           | Консервативная | Дофин — Суон-Ривер — Маркетт         |
|  | Роберт Сопук        | Консервативная | Дофин — Суон-Ривер — Маркетт         |
|  | Джой Смит           | Консервативная | Килдонан — Сент-Пол                  |
|  | Кэндис Хёпнер       | Консервативная | Портидж — Лизгар                     |
|  | Вик Тус             | Консервативная | Провенчер                            |
|  | Джуди Васылыца-Лейс | НДП            | Север Виннипега                      |
|  | Кевин Ламурё        | Либеральная    | Север Виннипега                      |
|  | Джеймс Безан        | Консервативная | Селкерк — Интерлейк                  |
|  | Шелли Главер        | Консервативная | Сент-Бонифейс                        |
|  | Пат Мартин          | НДП            | Центр Виннипега                      |
|  | Стивен Флетчер      | Консервативная | Чарльзвуд — Сент-Джеймс — Ассинибойа |
|  | Ники Эштон          | НДП            | Черчилл                              |
|  | Джим Мэлоуэй        | НДП            | Элмвуд — Транскона                   |
|  | Род Брунудж         | Консервативная | Юг Виннипега                         |
|  | Анита Невилл        | Либеральная    | Юг центра Виннипега                  |

### Новая Шотландия
|  | Имя             | Партия         | Избирательный округ                       |
|  | --------------- | -------------- | ----------------------------------------- |
|  | Меган Лесли     | НДП            | Галифакс                                  |
|  | Майкл Савидж    | Либеральная    | Дартмут — Коул-Харбор                     |
|  | Джефф Реган     | Либеральная    | Запад Галифакса                           |
|  | Грег Керр       | Консервативная | Запад Новой Шотландии                     |
|  | Билл Кейси      | Независимый    | Камберленд — Колчестер — Маскодобит-Вэлли |
|  | Скотт Армстронг | Консервативная | Камберленд — Колчестер — Маскодобит-Вэлли |
|  | Роджер Куцнер   | Либеральная    | Кейп-Бретон — Кансо                       |
|  | Скотт Брайсон   | Либеральная    | Кингс — Хантс                             |
|  | Питер Стоффер   | НДП            | Саквилл — Истерн-Шор                      |
|  | Джеральд Кедди  | Консервативная | Саут-Шор — Сент-Маргаретс                 |
|  | Марк Эйкинг     | Либеральная    | Сидни — Виктория                          |
|  | Питер Маккей    | Консервативная | Центр Новой Шотландии                     |

### Нью-Брансуик
|  | Имя                | Партия         | Избирательный округ       |
|  | ------------------ | -------------- | ------------------------- |
|  | Ивон Годен         | НДП            | Акадия — Батерст          |
|  | Доминик Леблан     | Либеральная    | Босежур                   |
|  | Жан-Клод Д'Амур    | Либеральная    | Мадаваска — Рестигуш      |
|  | Тилли О'Нил-Гордон | Консервативная | Мирамичи                  |
|  | Брайан Мерфи       | Либеральная    | Монктон — Ривервью — Дьеп |
|  | Родни Уэстон       | Консервативная | Сент-Джон                 |
|  | Майк Аллен         | Консервативная | Тобик — Мактакуак         |
|  | Роб Мур            | Консервативная | Фанди-Ройял               |
|  | Кит Эшфилд         | Консервативная | Фредериктон               |
|  | Грег Томпсон       | Консервативная | Юго-Запад Нью-Брансуика   |

### Ньюфаундленд и Лабрадор
|  | Имя          | Партия      | Избирательный округ                      |
|  | ------------ | ----------- | ---------------------------------------- |
|  | Скотт Эндрюс | Либеральная | Авалон                                   |
|  | Скотт Симс   | Либеральная | Бонависта — Гандер — Гранд-Фолс — Уинсор |
|  | Джек Харрис  | НДП         | Восток Сент-Джонса                       |
|  | Тодд Расселл | Либеральная | Лабрадор                                 |
|  | Джуди Фут    | Либеральная | Рэндом — Бьюрин — Сент-Джорджес          |
|  | Джерри Бирн  | Либеральная | Хамбер — Сент-Барб — Бе-Верт             |
|  | Шиуан Коуди  | Либеральная | Юг Сент-Джонса — Маунт-Перл              |

### Онтарио
|  | Имя                 | Партия         | Избирательный округ                      |
|  | ------------------- | -------------- | ---------------------------------------- |
|  | Кэрол Хьюз          | НДП            | Алгома — Манитулин — Капускейсинг        |
|  | Дэвид Суит          | Консервативная | Анкастер — Дандас — Флэмборо — Уэстдейл  |
|  | Патрик Браун        | Консервативная | Барри                                    |
|  | Майк Уоллас         | Консервативная | Берлингтон                               |
|  | Мэрайя Минна        | Либеральная    | Бичес — Ист-Йорк                         |
|  | Руби Дхалла         | Либеральная    | Брамптон — Спрингдейл                    |
|  | Фил Маккоулмен      | Консервативная | Брант                                    |
|  | Гербакс Малхи       | Либеральная    | Бреймали — Гор — Молтон                  |
|  | Ларри Миллер        | Консервативная | Брус — Грей — Оуэн-Саунд                 |
|  | Майкл Чхон          | Консервативная | Веллингтон — Холтон-Хиллс                |
|  | Маурицио Бевилаккуа | Либеральная    | Вон                                      |
|  | Джулиан Фантино     | Консервативная | Вон                                      |
|  | Уэйн Марстон        | НДП            | Восток Гамильтона — Стоуни-Крик          |
|  | Ясмин Ратанси       | Либеральная    | Восток долины Дона                       |
|  | Альбина Гуарньери   | Либеральная    | Восток Миссиссоги — Куксвилл             |
|  | Крис Чарльтон       | НДП            | Гамильтон-Маунтин                        |
|  | Пьер Лемье          | Консервативная | Гленгарри — Прескотт — Рассел            |
|  | Бен Лобб            | Консервативная | Гурон — Брус                             |
|  | Фрэнк Валериоте     | Либеральная    | Гуэлф                                    |
|  | Марио Сильва        | Либеральная    | Давенпорт                                |
|  | Бев Ода             | Консервативная | Дарем                                    |
|  | Дэвид Тилсон        | Консервативная | Дафферин — Каледон                       |
|  | Эндрю Кания         | Либеральная    | Запад Брамптона                          |
|  | Роб Олифант         | Либеральная    | Запад долины Дона                        |
|  | Джуди Сгро          | Либеральная    | Запад Йорка                              |
|  | Эд Холдер           | Консервативная | Запад Лондона                            |
|  | Дин Эллисон         | Консервативная | Запад Ниагары — Глэнбрук                 |
|  | Джон Бэрд           | Консервативная | Запад Оттавы — Непин                     |
|  | Брайан Масс         | НДП            | Запад Уинсора                            |
|  | Питер Ван Лоун      | Консервативная | Йорк — Симко                             |
|  | Гордон О'Коннор     | Консервативная | Карлтон — Миссисипи-Миллс                |
|  | Гэри Гудьир         | Консервативная | Кеймбридж                                |
|  | Грег Рикфорд        | Консервативная | Кенора                                   |
|  | Питер Милликен      | Либеральная    | Кингстон и Острова                       |
|  | Гарольд Альбрехт    | Консервативная | Китченер — Конестога                     |
|  | Питер Брейд         | Консервативная | Китченер — Уотерлу                       |
|  | Скотт Рейд          | Консервативная | Ланарк — Фронтенак — Леннокс и Аддингтон |
|  | Горд Браун          | Консервативная | Лидс — Гренвилл                          |
|  | Айрин Матьюссен     | НДП            | Лондон — Фэншо                           |
|  | Бев Шипли           | Консервативная | Лэмбтон — Кент — Мидлсекс                |
|  | Джон Маккаллум      | Либеральная    | Маркем — Юнионвилл                       |
|  | Бонни Кромби        | Либеральная    | Миссиссога — Стритсвилл                  |
|  | Боб Дечерт          | Консервативная | Миссиссога — Эриндейл                    |
|  | Навдип Бейнс        | Либеральная    | Миссиссога — Юг Брамптона                |
|  | Пьер Пуальевр       | Консервативная | Непин — Карлтон                          |
|  | Роб Николсон        | Консервативная | Ниагара-Фолс                             |
|  | Клод Гравель        | НДП            | Никел-Белт                               |
|  | Энтони Рота         | Либеральная    | Ниписсинг — Тимискаминг                  |
|  | Рик Норлок          | Консервативная | Нортамберленд — Кинт-Уэст                |
|  | Лоис Браун          | Консервативная | Ньюмаркет — Орора                        |
|  | Теренс Янг          | Консервативная | Оквилл                                   |
|  | Дейв Маккензи       | Консервативная | Оксфорд                                  |
|  | Мориль Беланже      | Либеральная    | Оттава — Ванье                           |
|  | Руаяль Галипо       | Консервативная | Оттава — Орлеан                          |
|  | Пол Каландра        | Консервативная | Оук-Риджес — Маркем                      |
|  | Колин Карри         | Консервативная | Ошава                                    |
|  | Джерард Кеннеди     | Либеральная    | Паркдейл — Хай-Парк                      |
|  | Тони Клемент        | Консервативная | Парри-Саунд — Мускока                    |
|  | Гэри Шелленбергер   | Консервативная | Перт — Веллингтон                        |
|  | Дэн Мактиг          | Либеральная    | Пикеринг — Восток Скарборо               |
|  | Дин Дель Мастро     | Консервативная | Питерборо                                |
|  | Дэрил Крамп         | Консервативная | Принс-Эдвард — Хейстингс                 |
|  | Черил Гэллант       | Консервативная | Ренфру — Ниписсинг — Пемброк             |
|  | Брион Уилферт       | Либеральная    | Ричмонд-Хилл                             |
|  | Гленн Тибо          | НДП            | Садбери                                  |
|  | Пат Дэвидсон        | Консервативная | Сарния — Лэмбтон                         |
|  | Брюс Стэнтон        | Консервативная | Север Симко                              |
|  | Глен Пирсон         | Либеральная    | Север центра Лондона                     |
|  | Кирсти Данкен       | Либеральная    | Север Этобикока                          |
|  | Рик Дикстра         | Консервативная | Сент-Катаринс                            |
|  | Кэролин Беннетт     | Либеральная    | Сент-Полс                                |
|  | Хелена Джоэрджис    | Консервативная | Симко — Грей                             |
|  | Хелена Джоэрджис    | Независимый    | Симко — Грей                             |
|  | Джон Маккей         | Либеральная    | Скарборо — Гилвуд                        |
|  | Дерек Ли            | Либеральная    | Скарборо — Руж-Ривер                     |
|  | Джим Карияннис      | Либеральная    | Скарборо — Эджинкорт                     |
|  | Ги Лозон            | Консервативная | Стормонт — Дандас — Саут-Гленгарри       |
|  | Тони Мартин         | НДП            | Су-Сент-Мари                             |
|  | Джон Рафферти       | НДП            | Тандер-Бей — Рейни-Ривер                 |
|  | Брюс Хайер          | НДП            | Тандер-Бей — Север озера Верхнее         |
|  | Чарли Ангус         | НДП            | Тимминс — Залив Джеймс                   |
|  | Питер Кент          | Консервативная | Торнхилл                                 |
|  | Джек Лейтон         | НДП            | Торонто — Данфорт                        |
|  | Оливия Чоу          | НДП            | Тринити — Спейдина                       |
|  | Диана Финли         | Консервативная | Халдиманд — Норфолк                      |
|  | Барри Деволин       | Консервативная | Халибертон — Каварта-Лейкс — Брок        |
|  | Лайза Райт          | Консервативная | Холтон                                   |
|  | Дэвид Кристоферсон  | НДП            | Центр Гамильтона                         |
|  | Кен Драйден         | Либеральная    | Центр Йорка                              |
|  | Стивен Вудворт      | Консервативная | Центр Китченера                          |
|  | Пол Дьюар           | НДП            | Центр Оттавы                             |
|  | Джон Кэннис         | Либеральная    | Центр Скарборо                           |
|  | Боб Рей             | Либеральная    | Центр Торонто                            |
|  | Борис Вржесневский  | Либеральная    | Центр Этобикока                          |
|  | Дейв Ван Кестерен   | Консервативная | Чатем-Кент — Эссекс                      |
|  | Джо Вольп           | Либеральная    | Эглинтон — Лоренс                        |
|  | Марк Холланд        | Либеральная    | Эйджакс — Пикеринг                       |
|  | Джо Престон         | Консервативная | Элгин — Мидлсекс — Лондон                |
|  | Джефф Уотсон        | Консервативная | Эссекс                                   |
|  | Майкл Игнатьев      | Либеральная    | Этобикок — Лейкшор                       |
|  | Алан Тонкс          | Либеральная    | Юг Йорка — Уэстон                        |
|  | Пол Сабо            | Либеральная    | Юг Миссиссоги                            |
|  | Дэвид Макгинти      | Либеральная    | Юг Оттавы                                |
|  | Мишель Симсон       | Либеральная    | Юго-Запад Скарборо                       |
|  | Марта Холл Финдли   | Либеральная    | Уиллоудейл                               |
|  | Джо Комартин        | НДП            | Уинсор — Текамсе                         |
|  | Джим Флаэрти        | Консервативная | Уитби — Ошава                            |
|  | Малькольм Аллен     | НДП            | Уэлленд                                  |

### Остров Принца Эдуарда
|  | Имя            | Партия         | Избирательный округ |
|  | -------------- | -------------- | ------------------- |
|  | Лоренс Маколей | Либеральная    | Кардиган            |
|  | Уэйн Истер     | Либеральная    | Малпек              |
|  | Мерфи, Шон     | Либеральная    | Шарлоттаун          |
|  | Гейл Ши        | Консервативная | Эгмонт              |

### Саскачеван
|  | Имя               | Партия         | Избирательный округ               |
|  | ----------------- | -------------- | --------------------------------- |
|  | Джерри Ритц       | Консервативная | Батлфордс — Ллойдминстер          |
|  | Линна Елич        | Консервативная | Блэкстрап                         |
|  | Роб Кларк         | Консервативная | Денете — Миссинипи — Река Черчилл |
|  | Гэрри Брейткройц  | Консервативная | Йорктон — Мелвилл                 |
|  | Рей Бауэн         | Консервативная | Паллизер                          |
|  | Рэнди Хобэк       | Консервативная | Принс-Альберт                     |
|  | Эндрю Скир        | Консервативная | Реджайна — К'Аппель               |
|  | Том Лукивский     | Консервативная | Реджайна — Ламсден — Лейк-Сентер  |
|  | Дэвид Л. Андерсон | Консервативная | Сайпресс-Хиллс — Грасслендс       |
|  | Морис Веллакотт   | Консервативная | Саскатун — Уанускевин             |
|  | Брэдли Трост      | Консервативная | Саскатун — Гумбольдт              |
|  | Келли Блок        | Консервативная | Саскатун — Розтаун — Биггар       |
|  | Эд Комарницкий    | Консервативная | Сурис — Мус-Маунтин               |
|  | Ральф Гудэйл      | Либеральная    | Уаскана                           |

### Север
|  | Имя              | Партия         | Избирательный округ                           |
|  | ---------------- | -------------- | --------------------------------------------- |
|  | Деннис Бевингтон | НДП            | Западная Арктика (Северо-Западные территории) |
|  | Леона Аглуккак   | Консервативная | Нунавут                                       |
|  | Ларри Багнелл    | Либеральная    | Юкон                                          |

## Изменения после выборов
Положение партий изменилось следующим образом:
| Число депутатов по партиям и датам | Число депутатов по партиям и датам | 2008   | 2009   | 2009   | 2009   | 2009   | 2009  | 2010  | 2010   | 2010  | 2010   | 2010   | 2010   | 2010   | 2010   |
| Число депутатов по партиям и датам | Число депутатов по партиям и датам | 14 окт | 13 апр | 30 апр | 21 май | 16 сен | 9 ноя | 9 апр | 30 апр | 2 сен | 15 сен | 22 окт | 25 окт | 14 ноя | 29 ноя |
| ---------------------------------- | ---------------------------------- | ------ | ------ | ------ | ------ | ------ | ----- | ----- | ------ | ----- | ------ | ------ | ------ | ------ | ------ |
|                                    | Консервативная                     | 143    | 143    | 143    | 143    | 143    | 145   | 144   | 144    | 144   | 143    | 143    | 142    | 141    | 143    |
|                                    | Либеральная                        | 77     | 77     | 77     | 77     | 77     | 77    | 77    | 77     | 76    | 76     | 76     | 76     | 76     | 77     |
|                                    | Квебекский блок                    | 49     | 49     | 49     | 48     | 47     | 48    | 48    | 48     | 48    | 48     | 47     | 47     | 47     | 47     |
|                                    | НДП                                | 37     | 36     | 36     | 36     | 36     | 37    | 37    | 36     | 36    | 36     | 36     | 36     | 36     | 36     |
|                                    | Независимые                        | 2      | 2      | 1      | 1      | 1      | 1     | 1     | 1      | 1     | 1      | 1      | 1      | 1      | 1      |
|                                    | Независимые консерваторы           | 0      | 0      | 0      | 0      | 0      | 0     | 1     | 1      | 1     | 1      | 1      | 1      | 1      | 1      |
|                                    | Всего депутатов                    | 308    | 307    | 306    | 305    | 304    | 308   | 308   | 307    | 306   | 305    | 304    | 303    | 302    | 305    |
| Вакансия                           | 0                                  | 1      | 2      | 3      | 4      | 0      | 0     | 1     | 2      | 3     | 4      | 5      | 6      | 3      |        |
| Правящее большинство               | −22                                | −21    | −20    | −19    | −18    | −18    | −20   | −19   | −18    | −19   | −18    | −19    | −20    | −19    |        |

### Отставки, назначения и изменения принадлежности
| Дата | Дата             | Имя                  | Округ                                          | Партия                  | Причина                                                                                    |
| ---- | ---------------- | -------------------- | ---------------------------------------------- | ----------------------- | ------------------------------------------------------------------------------------------ |
|      | 14 октября 2008  | См. список депутатов | См. список депутатов                           | См. список депутатов    | День 40-х федеральных выборов                                                              |
|      | 13 апреля 2009   | Дон Блэк             | Нью-Уэстминстер — Кокуитлам                    | НДП                     | Ушёл в отставку для участия в БК выборах 2009.                                             |
|      | 30 апреля 2009   | Билл Кейси           | Камберленд — Колчестер — Маскодобит-Вэлли      | Независимый             | Ушёл в отставку для перехода на должность старшего представителя Новой Шотландии в Оттаве. |
|      | 21 мая 2009      | Поль Крет            | Монманьи — Л'Иле — Камураска — Ривьер-дю-Лу    | Квебекский блок         | Ушёл в отставку для участия в провинциальных дополнительных выборах в Ривьер-дю-Лу.        |
|      | 16 сентября 2009 | Реаль Менар          | Ошлага                                         | Квебекский блок         | Ушла в отставку для участия в монреальских муниципальных выборах.                          |
|      | 9 ноября 2009    | Фин Доннелли         | Нью-Уэстминстер — Кокуитлам                    | НДП                     | Избран на дополнительных выборах.                                                          |
|      | 9 ноября 2009    | Скотт Армстронг      | Камберленд — Колчестер — Маскодобит-Вэлли      | Консервативная          | Избран на дополнительных выборах.                                                          |
|      | 9 ноября 2009    | Бернар Женерё        | Монманьи — Л’Иле — Камураска — Ривьер-дю-Лу    | Консервативная          | Избран на дополнительных выборах.                                                          |
|      | 9 ноября 2009    | Даниель Пайе         | Ошлага                                         | Квебекский блок         | Избран на дополнительных выборах.                                                          |
|      | 9 апреля 2010    | Хелена Джоэрджис     | Симко — Грей                                   | Независимый консерватор | Вышла из консервативной фракции.                                                           |
|      | 30 апреля 2010   | Джуди Васылыца-Лейс  | Север Виннипега                                | НДП                     | Ушла в отставку для участия в выборах мэра Виннипега.                                      |
|      | 2 сентября 2010  | Маурицио Бевилаккуа  | Вон                                            | Либеральная             | Ушёл в отставку для участия в выборах мэра Вона (Онтарио).                                 |
|      | 15 сентября 2010 | Инки Марк            | Дофин — Суон-Ривер — Маркетт                   | Консервативная          | Ушёл в отставку для участия в выборах мэра Дофина (Манитоба).                              |
|      | 22 октября 2010  | Жан-Ив Руа           | Верхняя Гаспези — Ла-Митис — Матан — Матапедия | Квебекский блок         | Ушёл в отставку из-за проблем со здоровьем.                                                |
|      | 25 октября 2010  | Джей Хилл            | Принс-Джордж — Пис-Ривер                       | Консервативная          | Ушёл в отставку.                                                                           |
|      | 14 ноября 2010   | Джим Прентис         | Север центра Калгари                           | Консервативная          | Ушёл в отставку для перехода на должность заместителя председателя CIBC                    |
|      | 29 ноября 2010   | Кевин Ламурё         | Север Виннипега                                | Либеральная             | Избран на дополнительных выборах.                                                          |
|      | 29 ноября 2010   | Джулиан Фантино      | Вон                                            | Консервативная          | Избран на дополнительных выборах.                                                          |
|      | 29 ноября 2010   | Роберт Сопук         | Дофин — Суон-Ривер — Маркетт                   | Консервативная          | Избран на дополнительных выборах.                                                          |